# Gaio Furio Pacilio
Gaio Furio Pacilio (fl. V secolo a.C.) è stato un politico romano del V secolo a.C.

## Consolato
Nel 412 a.C. fu eletto al consolato con Quinto Fabio Vibulano Ambusto.
Durante l'anno, il tentativo del tribuno della plebe Lucio Icilio di riportare al centro del dibattito politico la questione agraria, fu frustrato dalla pestilenza a Roma.
(Tito Livio, Ab Urbe condita, IV, 2, 52)